# Ilybius bedeli
Ilybius bedeli är en skalbaggsart som först beskrevs av Zaitzev 1908.  Ilybius bedeli ingår i släktet Ilybius och familjen dykare. Inga underarter finns listade i Catalogue of Life.